# Andy Kirk

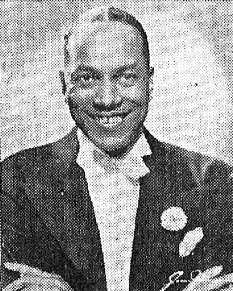
Andy Kirk, 1944

Andrew Dewey “Andy ”Kirk (Newport, Kentucky, 28 de mayo de 1898 – Nueva York, 11 de diciembre de 1992) fue un saxofonista y tubista de jazz estadounidense conocido sobre todo por la dirección de la orquesta "Twelve Clouds of Joy", muy popular durante el periodo swing .
Creció en Denver, y ya de niño aprendió a tocar varios instrumentos aleccionado por Wilberforce Whiteman, el padre Paul Whiteman, y comenzó su carrera musical con el grupo de George Morrison luego se uniría a Dark Clouds of Joy de Terrence Holder. Trabajó para Brunswick Records y Decca Records.

## Discografía
- Corky Stomp (1929)
- Sweet and Hot (1930)
- Dallas Blues (1930)
- Walkin' and Swingin' (1936)
- Froggy Bottom (1936)
- Wednesday night hop (1937)
- Mess-a-Stomp (1938)
- Little Joe from Chicago (1938)
- Floyd's Guitar Blues (1939)
- Scratchin' the gravel (1940)
- The Count (1940)
- 47th Street Jive (1941)
- Mc Ghee Special (1942)
- Take it and Git (1942)